# Andráshida vasútállomás
Andráshida vasútállomás egy Zala vármegyei vasútállomás a GYSEV üzemeltetésében. Létesítményeinek nagyobb része Zalaegerszeg Andráshida városrészének határai közt helyezkedik el, felvételi épülete azonban Teskánd közigazgatási területén áll.
Közúton csak délnyugati irányból, Teskánd felől érhető el, a 7409-es útból a falu külterületei közt kiágazó 74 304-es számú mellékúton.

## Vasútvonalak
Az állomást az alábbi vasútvonalak érintik:
- Boba–Bajánsenye-vasútvonal

## Kapcsolódó állomások
A vasútállomáshoz az alábbi állomások vannak a legközelebb:
- Zalaegerszeg-Ola megállóhely (Boba–Bajánsenye-vasútvonal)
- Bagod megállóhely (Boba–Bajánsenye-vasútvonal)

## Forgalom
| Járat        | Útvonal | Gyakoriság |
| ------------ | --- | ---------- |
| személyvonat | Zalaegerszeg – Zalaegerszeg-Ola – Andráshida – Bagod – Zalaszentgyörgy – Zalacséb-Salomvár – Budafa – Zalapatakalja – Zalalövő – Felsőjánosfa – Pankasz – Nagyrákos – Őriszentpéter – Bajánsenye – Hodoš (Őrihodos) | Napi 6 pár |